# 戴爾鎮區 (密蘇里州艾奇遜縣)
戴爾鎮區（英語：Dale Township）是位於美國密蘇里州艾奇遜縣的一個行政鎮區。

## 地方資料
戴爾鎮區的面積為211.39平方千米，當中陸地面積為211.35平方千米，而水域面積為0.03平方千米。根據2020年美國人口普查的數據，當地共有人口182人，而人口密度為每平方千米0.86人。